# 松尾国松

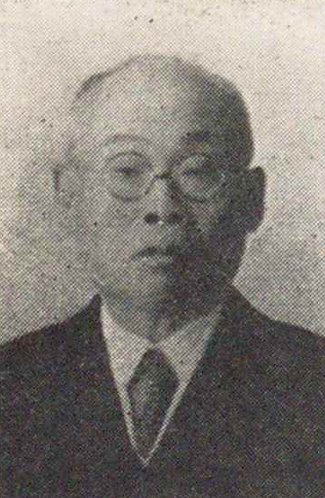
松尾国松

松尾 国松（まつお くにまつ、1874年（明治7年）7月29日 - 1958年（昭和33年）1月17日）は、大正期、昭和期の日本の政治家。岐阜市長（1925年3月7日～1946年6月7日）。貴族院議員（1946年3月22日～1947年5月3日）。
長男は松尾吾策。国松と同じく岐阜市長を務めている。

## 略歴
岐阜県方県郡木田村（現・岐阜市）出身。
岐阜県の吏員を経て、1925年（大正14年）3月7日、岐阜市長に就任する。以後1946年（昭和21年）6月7日までの約21年務める。また、1946年（昭和21年）3月22日からは貴族院勅選議員となり、約3ヶ月は岐阜市長と貴族院議員を兼任している。貴族院議員は1947年（昭和22年）5月2日に廃止されるまで務めた。その後、公職追放となる。
岐阜市長の在任中の業績としては、都市計画による区画整理、上下水道の整備がある。岐阜市の上水道は1928年（昭和3年）から、下水道は1934年（昭和9年）から整備されるが、その整備事業のさい、百々ヶ峰の南山麓にある池（1885年にヨハニス・デ・レーケの指導を仰ぎ建設された農業用貯水池。1891年の濃尾地震で破損）の改修を行なっている（現松尾池。松尾国松の名前から名づけられている）。また、1933年（昭和8年）から1939年（昭和14年）の岐阜市内の長良川改修工事にも尽力している。
1932年（昭和7年）には市立岐阜薬学専門学校（現岐阜薬科大学）を創立するなど、教育にも力を注いでいる。1941年（昭和16年）には岐阜市診療所を新築移転し、岐阜市民病院を開設している。
1956年（昭和31年）、岐阜市名誉市民となる。 1958年（昭和33年）に岐阜市立図書館の開館のさい、生前の愛読書約4,000冊が寄贈されている。戦前を中心とした書籍であり、松尾文庫として配架されている。

## 人物
- 土木関係の知識があり、1939年には『濃尾に於ける輪中の史的研究』を大衆書房から発行している。
- 平和主義者であり、岐阜市民のために力を尽くしたという。太平洋戦争時、空襲になったら金華山に逃げるように指示をしていたという。このことを憲兵から叱責を受けたが、「市民の命を守るのが市長の務めである。」と反論したという。戦後は中国人捕虜送還委員長を務めている。
- 1928年（昭和3年）、岐阜市で開催された第7回全国菓子飴大品評会会長を引き受けた[6]。